# Nozay (Essonne)
Nozay ist eine französische Gemeinde mit 4465 Einwohnern (Stand 1. Januar 2022) im Département Essonne und der Region Île-de-France.

## Geographie
Nozay liegt auf dem höchsten Punkt des Départements Essonne, etwa 30 Kilometer vom Pariser Stadtzentrum entfernt am Rand der Unité urbaine der Hauptstadt. Aufgrund ihrer Nähe zu Paris und zum Land ist der Ort ein beliebter Wohnort für wohlhabende Haushalte. Die Immobilienpreise liegen deutlich über dem nationalen Niveau.

## Geschichte
Der Ort wurde erstmals in einer Urkunde aus dem Jahr 768 als Schenkung Pippins des Kurzen an die Abtei Saint-Denis erwähnt.
Für lange Zeit gehörte Nozay wie der Nachbarort La Ville-du-Bois zur Herrschaft Marcoussis. Die Kirche von Nozay gehörte laut einem Dokument aus dem Jahr 1061 zum Priorat Longpont.

## Bevölkerungsentwicklung
Nozay konnte seine Einwohnerzahl seit Anfang der 1960er Jahre verzehnfachen. Durch Zuzug in die im Einzugsgebiet von Paris gelegene Gemeinde hatte sich die Bevölkerung schon zu Beginn der 1980er Jahre von weniger als 500 Einwohnern auf mehr als 2500 verfünffacht. Nach einer kurzen Stagnationsphase begann 1990 durch den verstärkten Neubau von Wohnungen eine zweite bis heute anhaltende Wachstumsphase.
| Jahr      | 1962 | 1968 | 1975 | 1982 | 1990 | 1999 | 2009 | 2016 |
| Einwohner | 467  | 668  | 1820 | 2653 | 2636 | 4275 | 4696 | 4741 |

## Partnergemeinden
- Mit Střelice in Tschechien und Assago in der italienischen Lombardei  ist Nozay durch Gemeindepartnerschaften verbunden

## Wirtschaft
Nozay ist wie Marcoussis, ein wichtiger Firmensitz von Alcatel-Lucent, der sich auf Telekommunikation und optische Elektronik spezialisiert hat.

## Sehenswürdigkeiten
- Die Kirche Saint-Germain stammt aus dem 12. Jahrhundert.
- Der Templerstein aus dem 13. Jahrhundert ist ein bearbeiteter Monolith, der vermutlich einmal der Sockel eines Kreuzes war.

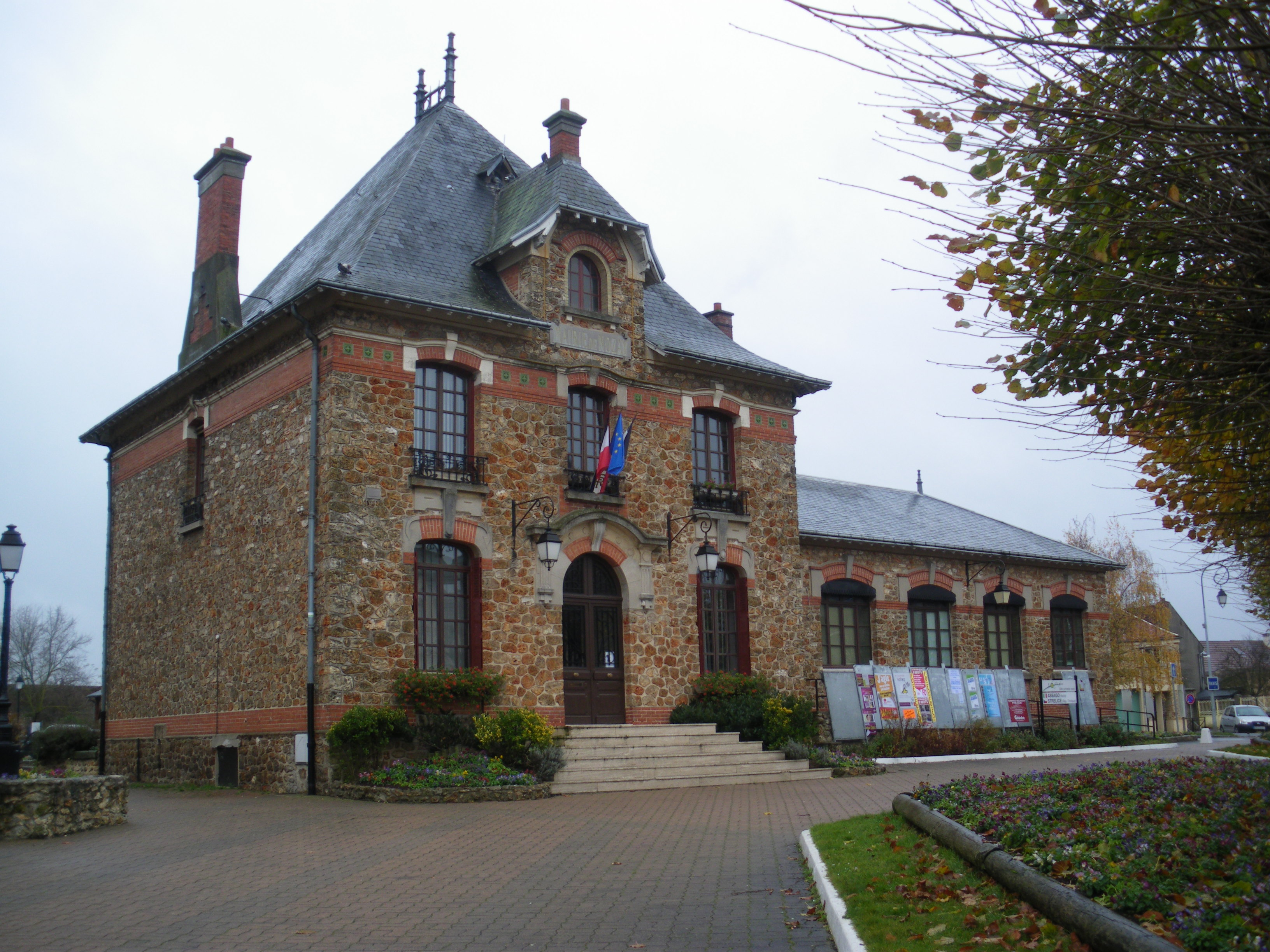
Mairie (Rathaus), Monument historique